# Neuhofen (Pfalz)
Neuhofen település Németországban, Rajna-vidék-Pfalz tartományban. Lakosainak száma 7173 fő (2023. december 31.).

## Népesség
A település népességének változása:
| Lakosok száma | 6179 | 7091 | 7132 | 7186 | 7208 | 7205 | 7173 |
|               | 1975 | 2014 | 2017 | 2019 | 2021 | 2022 | 2023 |